# Cangur
Cangurii sunt mamifere marsupiale specifice Australiei.

## Descrierea speciei
Cangurul este un mamifer marsupial, având înălțimea de la 0,9 m până la 3 m și masa de la 3 kg până la 150 kg, în funcție de specie și de sex. Cangurii sunt animale plantigrade. Mai sunt denumiți macropozi, ceea ce înseamnă „picior mare”, din cauza dimensiunilor picioarelor. Astfel, ei folosesc sincronizat ambele membre inferioare pentru a parcurge o distanță terestră mare. Blana cangurilor poate fi de mai multe culori în funcție de specie: cenușie, brună, brună-roșiatică, brună-gălbuie, albastră-deschisă sau neagră. Cangurii au foarte bine dezvoltat auzul și văzul

## Reproducerea
Sezonul de împerechere la canguri are loc de obicei în timpul anotimpului ploios.
La naștere puiul este incomplet dezvoltat; el este mic, golaș, fără ochi și urechi, cu membrele nedezvoltate. Mama îl ia cu gura și îl introduce în punga abdominală numită marsupiu, de unde și denumirea grupului de animale marsupiale. Buzele puiului concresc cu mamelonul mamei și astfel laptele se scurge direct în gura lui; el rămâne prins de mamelon până la dezvoltarea completă, care are loc după 8-9 luni, când părăsește punga hrănindu-se singur. În pungă se întoarce numai în caz de primejdie.

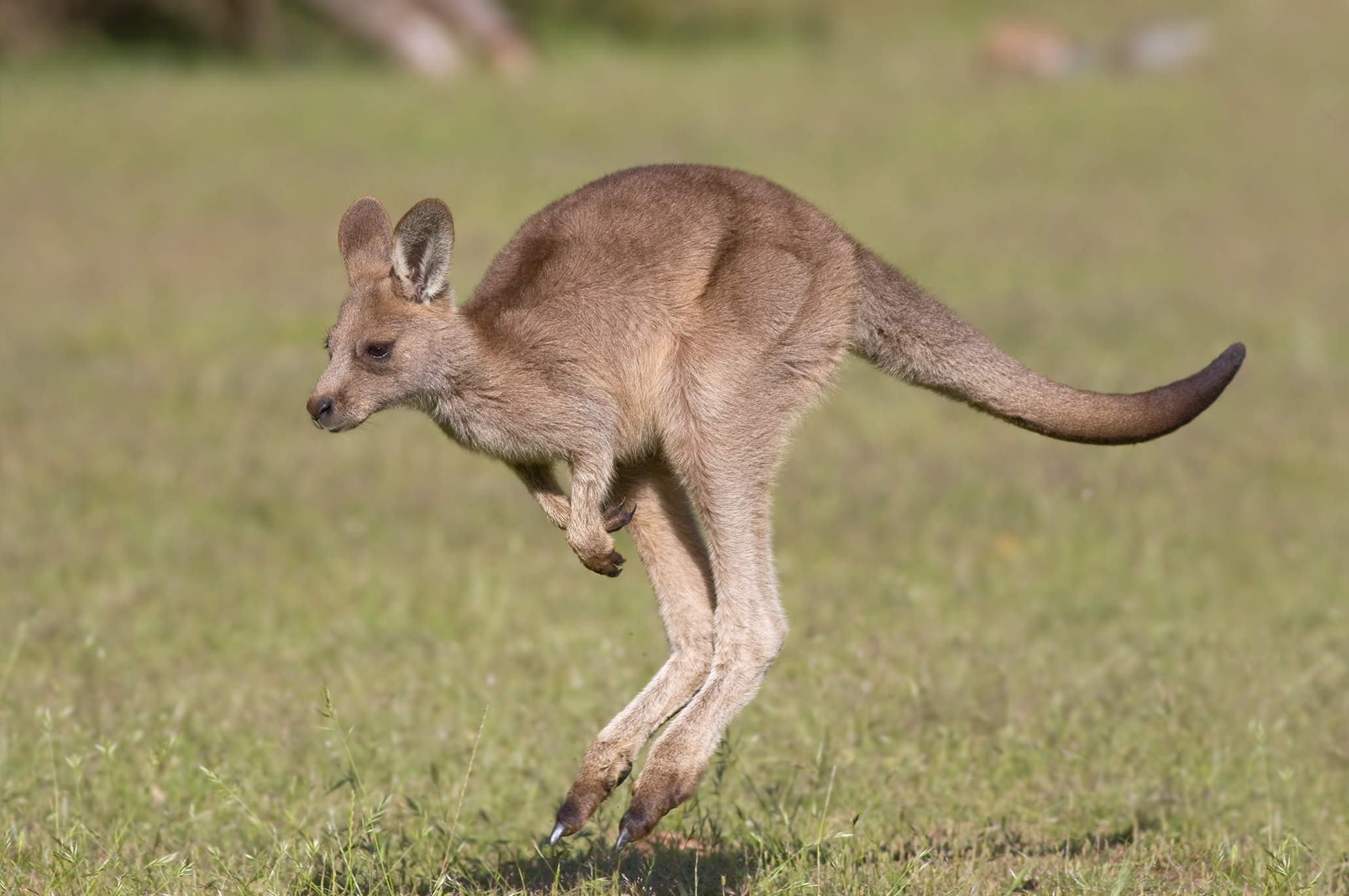

## Nutriția

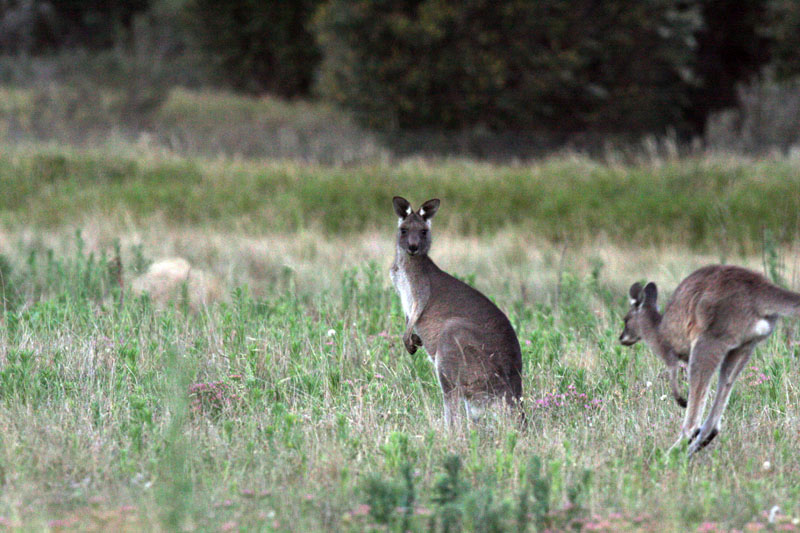

Cangurii sunt animale erbivore rumegătoare, deci se hrănesc cu plante.

## Teritoriul
Cangurii pot fi găsiți în : Australia, regiunea Tasmania și Noua Guinee.

## Starea de conservare
Până la venirea europenilor în Australia, erau 53 de specii de canguri, iar de atunci au dispărut 8 specii, astăzi existând numai 45 de specii. Multe dintre speciile actuale de canguri se află într-un anumit grad de risc. În Australia cangurii trăiesc în centrul continentului, dar și în vecinătatea orașelor din vestul țării.

## Comportamentul
Cangurul este un animal de multe ori prietenos, dar în majoritatea timpului devine agresiv
când vine vorba să-și apere puii, să ocupe teritoriul, sau să se reproducă.

## Clasificarea
Cangurii se clasifică după mărimea lor, aceștia putând să difere de culoare, vârstă și mediul din care este înconjurat. Acesta are culoare asemănătoare locului unde trăiește (mediul).
Se clasifică ușor, uneori chiar și după coadă. 
Este considerat un animal marsupial și este superior ornitorincului, pentru că acesta naște puii incomplet dezvoltați, care rămân până la vârsta de 9 luni prinși de mamelă. Acesta se întoarce doar în cazuri de primejdie și de urgență în marsupiul femeii stând acolo până trece pericolul.

## Terminologie
Cuvântul "cangur" provine de la cuvântul gangurru Guugu Yimithirr, referindu-se la canguri gri. Numele a fost înregistrat mai întâi ca "KANGURU" la 12 iulie 1770 intr-o intrare în jurnal de Sir Joseph Banks.; la locul Cooktown-ului modern, pe malurile râului Endeavour, unde HMS Endeavour, sub comanda locotenentului James Cook a fost pe plaja de aproape șapte săptămâni pentru a repara daunele suferite pe Marea Bariera de Corali. Cook a menționat mai întâi la canguri în jurnalul său din 4 august. Guugu Yimithirr este limba oamenilor din zona.
Un mit comun despre numele de cangur este că "cangur" a fost o expresie Guugu Yimithirr pentru "Nu te înțeleg." Conform acestei legende, Cook si Banks au explorat zona, atunci când au vazut animalul. Ei au înterbat ce nume are animalul. Li s-a răspuns "Kangaroo", care înseamnă "eu nu te înțeleg", care Cook l-a înțeles a fi numele de creatura. Acest mit a fost demontat în 1970 de către lingvistul John B. Haviland în cercetările sale cu oamenii Guugu Yimithirr.